# Mukačevo (nádraží)
Mukačevo je železniční stanice na 225. kilometru železniční trati Lvov – Stryj – Čop. Nachází se v jižní části stejnojmenného města v Zakarpatské oblasti na Ukrajině. Je hlavní železniční stanicí ve městě.
Zprovozněna byla roku 1872 v souvislosti s výstavbou uvedené trati, která v původní podobě spojovala Uhry s Haličí přes Volovecké sedlo. Původní budova nádraží, která vznikla stejně jako řada dalších typizovaných rakousko-uherských železničních budov, byla po druhé světové válce nahrazena větším objektem ve stylu socialistického realismu. Při hlavním vstupu byly umístěny alegorické sochy a průčelí doplňovaly srpy a kladiva. V roce 1962 bylo spolu s celou tratí nádraží elektrizováno. Po rekonstrukci v 21. století byly některé komunistické symboly (včetně státního znaku Sovětského svazu) odstraněny.